# Vrijwilligersleger

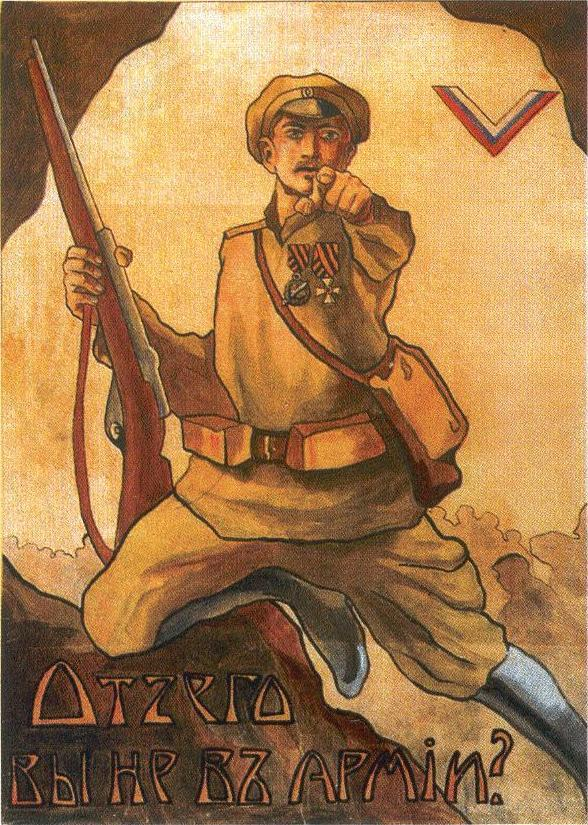
"Waarom zit jij niet in het leger" wervingsposter voor het Vrijwilligersleger

Het Vrijwilligersleger (Russisch: Добровольческая армия; Dobrovoltsjeskaja armieja) was een contrarevolutionair leger in Zuid-Rusland tijdens de Russische Burgeroorlog. Het leger bestond van 1918 tot 1920 en was onderdeel van het samenwerkingsverband dat bekend stond als het Witte Leger.
De Sovjets beschuldigden het Witte Leger van wreedheden (massa-executies, geweld en diefstal) tegen vooral de arbeiders in door hen veroverde gebieden. De Sovjethistoriografen bedachten voor dit regime het woord "Denikinsjina".

## Oprichting
Generaal Michail Aleksejev en generaal Lavr Kornilov en hun bondgenoten begonnen vanaf november-december 1917 met de vorming van het leger in Novotsjerkassk. Aanvankelijk bestond het leger uit vrijwillige officiers, cadetten, studenten en Kozakken. Op 27 december 1917 werd de formatie van het leger officieel bekendgemaakt. De leider van het leger werd Aleksejev, Kornilov werd de opperbevelhebber, generaal Aleksandr Loekomski haar stafchef, generaal Anton Denikin werd bevelhebber van de 1e divisie en generaal Sergej Markov werd bevelhebber over het 1e officiersregiment. Daarnaast werd ook een zogenoemde Speciale Raad opgericht in het hoofdkwartier, waar ook burgerpolitici lid van waren, zoals Pjotr Stroeve, Pavel Miljoekov, Michail Rodzianko, Sergej Sazonov en Boris Savinkov.

## Groei van het leger
Aan het begin van januari 1918 bestond het leger uit ongeveer 4000 man en vocht samen met eenheden van generaal Aleksej Kaledin tegen het Rode Leger. Eind februari moest het Vrijwilligersleger zich terugtrekken uit het door het Rode Leger bedreigde Rostov aan de Don en trok naar de Volksrepubliek Koeban om zich te verenigen met de eenheden van de Koeban-Kozakken. De meeste Koeban-Kozakken wilden hun steun echter niet verlenen aan dit leger en uiteindelijk sloot op 26 maart 1918 slechts een klein leger van 3000 man onder leiding van generaal Viktor Pokrovski zich aan bij het Vrijwilligersleger, waardoor dit uitgroeide tot 6000 man. Tussen 9 april en 13 april werd een poging ondernomen om Jekaterinodar te veroveren, hetgeen op een grote mislukking uitliep en waarbij Kornilov sneuvelde. Generaal Denikin nam daarop ook het bevel op zich over de rest van het leger en trok in de richting van de afgelegen stanitsas achter de Donregio. In juni 1918 sloten 3000 man van het leger van kolonel Michail Drozdovski zich aan bij het Vrijwilligersleger. Op 23 juni begon het Vrijwilligersleger, dat nu uit 8000 tot 9000 man bestond zijn zogenoemde Tweede Koebancampagne met steun van Don-Kozakken-ataman Pjotr Krasnov. Tegen september 1918 bestond het Vrijwilligersleger reeds uit 30.000 tot 35.000 man dankzij de mobilisatie van de Koeban-Kozakken en andere "contrarevolutionaire elementen", die zich hadden verzameld in de Noordelijke Kaukasus. Daarop noemde het Vrijwilligersleger zich Kaukasus-vrijwilligersleger.

## Buitenlandse steun en de opmars naar Moskou
In de herfst van 1918 begonnen de regeringen van het Verenigd Koninkrijk, de Derde Franse Republiek en de Verenigde Staten hun materiële en technische hulp aan het Vrijwilligersleger uit te breiden. Met hulp van de Triple Entente werden de legers van de zuidelijke Witte Legers verzameld in de zogenoemde Gewapende Strijdkrachten van Zuid-Rusland (Вооружённые силы Юга России; Vooroezjennieje sily Joega Rossii) onder leiding van Denekin, het grootste Witte Leger van de hele oorlog. Eind 1918, begin 1919 wist Denikin met dit leger het 11e Sovjetleger een nederlaag toe te brengen en de Noordelijke Kaukasus te veroveren.
In januari 1919 werd het Kaukasus-Vrijwilligersleger opgesplitst in het Kaukasusleger en het Vrijwilligersleger. Het Donleger, dat was opgezet uit overblijfselen van het Kozakkenleger van Krasnov, sloot zich later aan bij het Vrijwilligersleger. Denekin wist achtereenvolgens de Donetsbekken, Tsaritsyn en Charkov te veroveren, waarop hij op 20 juni oprukte naar Moskou. Zijn plan was om het toen 40.000 man tellende Vrijwilligersleger onder leiding van generaal Vladimir Maj-Majevski de zwaarste slag aan de stad toe te laten brengen.
Sommige eenheden van het Vrijwilligersleger bezaten goede militaire vaardigheden en gevechtskracht, hetgeen te danken was aan een groot aantal officieren binnen hun rangen, die een hekel hadden aan de sovjets en hen verachten. In de zomer van 1919 begon de efficiëntie van het Vrijwilligersleger echter te verminderen, hetgeen te wijten was aan grote verliezen en de rekrutering van gemobiliseerde boeren en zelfs van gevangengenomen Rode Legersoldaten. In september had Denekin's leger de beschikking over ongeveer 153.000 sabels en bajonetten, 500 stuks artillerie en meer dan 1900 machinegeweren. Op 6 oktober viel het Vrijwilligersleger Voronezj aan, op 13 oktober Orjol en bedreigde daarop Toela.

## Neergang
Dit was echter haar laatste opmars. De Sovjets hadden zich gereorganiseerd en zetten de tegenaanval in. Eerst werd de legergroep bij Orjol in oktober verpletterend verslagen en vervolgens het leger bij Voronezj, waarop het Vrijwilligersleger zich moest terugtrekken naar het zuiden. Begin 1920 had het zich teruggetrokken in gebieden achter de Don en bestond nog slechts uit een korps van 5000 man onder leiding van generaal Aleksandr Koetepov. Op 26 maart en 27 maart 1920 werden de overblijfselen van het Vrijwilligersleger geëvacueerd uit Novorossiejsk naar de Krim, waar ze zich verenigden met het leger van Pjotr Wrangel.
Dit leger werd daarop het Russische Leger genoemd en ging opnieuw het gevecht aan met het Rode Leger. Dit was nu echter veel te sterk geworden en, na een aantal zware verliezen, waarbij een groot deel van de troepen werden vernietigd, werden de overblijfselen van Wrangel's leger op 14 november 1920 geëvacueerd vanuit de Krim naar Constantinopel.

## Antisemitisme
De propagandadienst van het Vrijwilligersleger, de Osvag, beweerde dat "de Joden voor alles moeten betalen: voor de februari- en oktoberrevoluties, voor het bolsjewisme en voor de boeren die hun land van de eigenaars hebben afgenomen. "De organisatie heeft ook de Protocollen van de wijzen van Sion opnieuw uitgegeven.
Hoewel de troepen van Denikin slechts verantwoordelijk waren voor 17,2 procent van de pogroms, werden volgens historicus Nicholas Werth (waarvan de meeste werden uitgevoerd door Oekraïense nationalisten of rebellenlegers die aan geen van beide zijden verbonden waren), "blanke" officieren geprezen voor soldaten die antisemitische misdaden pleegden, waarbij sommigen van hen zelfs bonussen ontvingen.
Toch werd het Vrijwilligersleger gefinancierd door rijke Joden: de bankier Abraham Halperin betaalde 800.000 roebel aan de Kozak ataman Alexei Kaledin. Zionistische leider Daniel Pasmanik, voorzitter van de Unie van Joodse Gemeenschappen van de Krim, riep op tot "buigen in gebed voor het Witte Leger" voor zijn "zelfopofferende strijd tegen de bolsjewieken". In het buitenland baren antisemitische slachtpartijen Europese en Amerikaanse donoren zorgen. Winston Churchill riep Denikin op om "het doden van Joden in door zijn leger gecontroleerde districten te voorkomen". Churchill durfde zijn officieren echter niet te confronteren en was tevreden met vage formele veroordelingen.